# Trancecore
Trancecore är en genre i hardcore-familjen. Till skillnad från övriga hardcore-genrar så hämtar trancecoren som det låter på namnet mycket från trance. Fast trance har tempo runt 140 bpm så har trancecoren runt 180 bpm i tempo. Man kan även säga att trancecoren är granne med happy hardcore för en del trancecore låtar använder samma typ av sångstil.

## Exempel på musikgrupper och DJ:ar
- CLSM
- Dj Sharkey
- Dave Davis